# 川滇景天
川滇景天（学名：Sedum forrestii）为景天科景天属的植物，为中国的特有植物。分布于中国大陆的云南等地，生长于海拔3,300米至4,300米的地区，一般生长在裸岩、山巅、山坡岩石缝中或草地，目前尚未由人工引种栽培。